# Villers-les-Pots
Pour les articles homonymes, voir Villers.
Villers-les-Pots est une commune française située dans le canton d'Auxonne du département de la Côte-d'Or, en région Bourgogne-Franche-Comté.

## Géographie
La commune de Villers-les-Pots est située à 3 km d'Auxonne, 35 km de Dijon et 20 km de Dole.
Elle dispose d'une petite gare qui a été fermée en décembre 2017

### Climat
Pour des articles plus généraux, voir Climat de la Bourgogne-Franche-Comté et Climat de la Côte-d'Or.
En 2010, le climat de la commune est de type climat des marges montargnardes, selon une étude du Centre national de la recherche scientifique s'appuyant sur une série de données couvrant la période 1971-2000. En 2020, Météo-France publie une typologie des climats de la France métropolitaine dans laquelle la commune est exposée à un climat semi-continental et est dans la région climatique  Bourgogne, vallée de la Saône, caractérisée par un bon ensoleillement (1 900 h/an), un été chaud (18,5 °C), un air sec au printemps et en été et des vents faibles. 
Pour la période 1971-2000, la température annuelle moyenne est de 10,6 °C, avec une amplitude thermique annuelle de 17,5 °C. Le cumul annuel moyen de précipitations est de 910 mm, avec 11,6 jours de précipitations en janvier et 8,1 jours en juillet. Pour la période 1991-2020, la température moyenne annuelle observée sur la station météorologique de Météo-France la plus proche, « Dole », sur la commune de Dole à 17 km à vol d'oiseau, est de 11,6 °C et le cumul annuel moyen de précipitations est de 1 023,0 mm,. Pour l'avenir, les paramètres climatiques de la commune estimés pour 2050 selon différents scénarios d'émission de gaz à effet de serre sont consultables sur un site dédié publié par Météo-France en novembre 2022.

## Urbanisme

### Typologie
Au 1er janvier 2024, Villers-les-Pots est catégorisée bourg rural, selon la nouvelle grille communale de densité à 7 niveaux définie par l'Insee en 2022.
Elle est située hors unité urbaine. Par ailleurs la commune fait partie de l'aire d'attraction de Dijon, dont elle est une commune de la couronne,. Cette aire, qui regroupe 333 communes, est catégorisée dans les aires de 200 000 à moins de 700 000 habitants,.

### Occupation des sols
L'occupation des sols de la commune, telle qu'elle ressort de la base de données européenne d’occupation biophysique des sols Corine Land Cover (CLC), est marquée par l'importance des forêts et milieux semi-naturels (55,5 % en 2018), en diminution par rapport à 1990 (62,2 %). La répartition détaillée en 2018 est la suivante : 
forêts (55,5 %), prairies (21 %), zones urbanisées (11,6 %), zones industrielles ou commerciales et réseaux de communication (4,1 %), zones agricoles hétérogènes (3,6 %), eaux continentales (2,9 %), terres arables (1,2 %). L'évolution de l’occupation des sols de la commune et de ses infrastructures peut être observée sur les différentes représentations cartographiques du territoire : la carte de Cassini (XVIIIe siècle), la carte d'état-major (1820-1866) et les cartes ou photos aériennes de l'IGN pour la période actuelle (1950 à aujourd'hui).

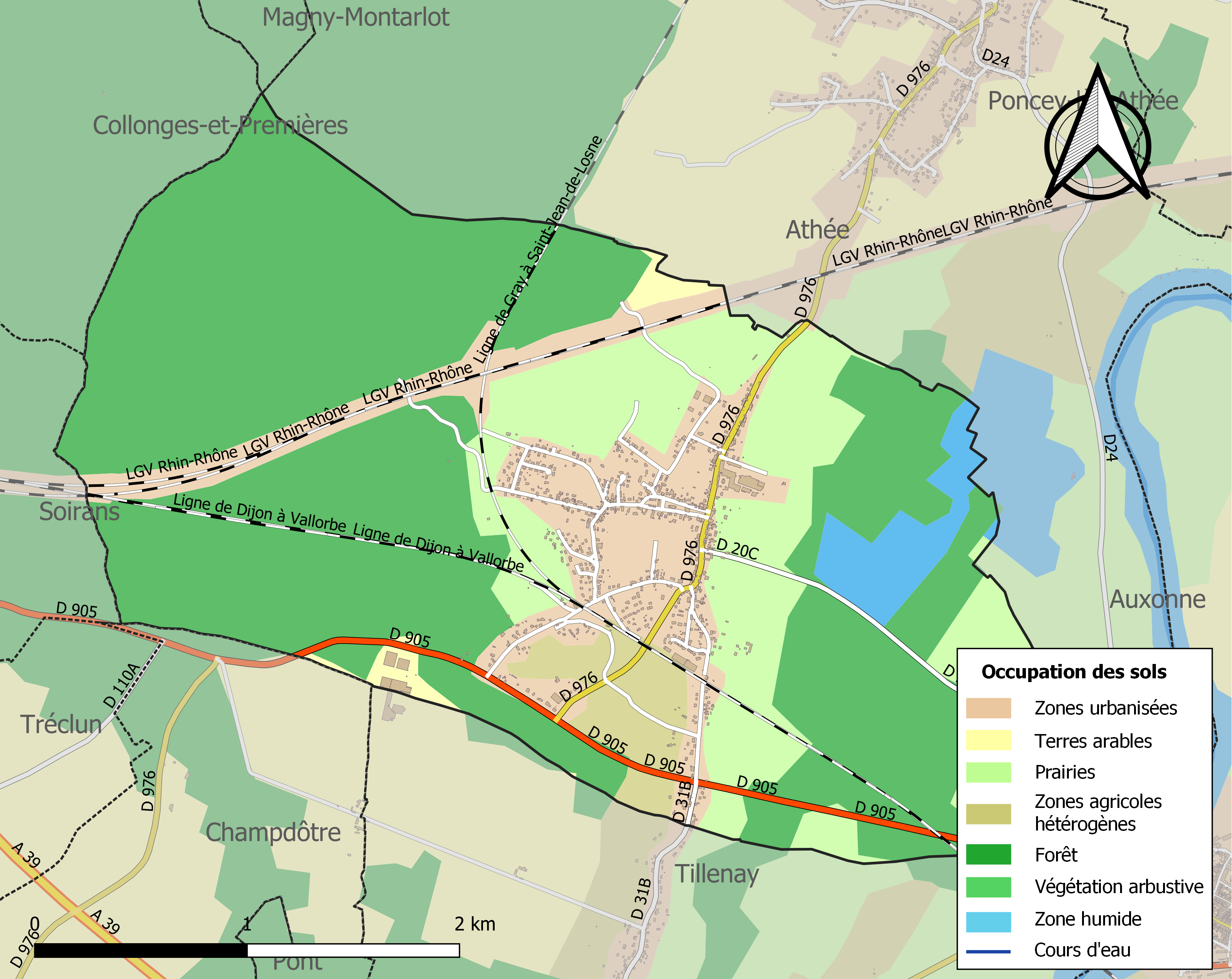
Carte des infrastructures et de l'occupation des sols de la commune en 2018 (CLC).

## Politique et administration
| Période    | Période   | Identité          | Étiquette | Qualité |
| ---------- | --------- | ----------------- | --------- | ------- |
| vers 1920  |           | Simon             |           |         |
| avant 1981 |           | Émile-Jean Collin | DVG       |         |
|            |           | André Dumay       |           |         |
| mars 1995  | mars 2008 | Jacki Pirat       |           |         |
| mars 2008  | mars 2020 | Christian Seichon |           |         |
| mars 2020  | En cours  | Cédric Vautier    |           |         |

## Démographie
L'évolution du nombre d'habitants est connue à travers les recensements de la population effectués dans la commune depuis 1793. Pour les communes de moins de 10 000 habitants, une enquête de recensement portant sur toute la population est réalisée tous les cinq ans, les populations de référence des années intermédiaires étant quant à elles estimées par interpolation ou extrapolation. Pour la commune, le premier recensement exhaustif entrant dans le cadre du nouveau dispositif a été réalisé en 2007.

En 2022, la commune comptait 1 206 habitants, en évolution de +8,16 % par rapport à 2016 (Côte-d'Or : +0,82 %, France hors Mayotte : +2,11 %).
| 1793 | 1800 | 1806 | 1821 | 1836 | 1841 | 1846 | 1851 | 1856 |
| ---- | ---- | ---- | ---- | ---- | ---- | ---- | ---- | ---- |
| 385  | 380  | 423  | 388  | 540  | 598  | 644  | 621  | 621  |

| 1861 | 1866 | 1872 | 1876 | 1881 | 1886 | 1891 | 1896 | 1901 |
| ---- | ---- | ---- | ---- | ---- | ---- | ---- | ---- | ---- |
| 643  | 659  | 686  | 675  | 682  | 636  | 582  | 593  | 596  |

| 1906 | 1911 | 1921 | 1926 | 1931 | 1936 | 1946 | 1954 | 1962 |
| ---- | ---- | ---- | ---- | ---- | ---- | ---- | ---- | ---- |
| 549  | 572  | 612  | 723  | 691  | 706  | 759  | 774  | 722  |

| 1968 | 1975 | 1982 | 1990 | 1999 | 2006 | 2007  | 2012  | 2017  |
| ---- | ---- | ---- | ---- | ---- | ---- | ----- | ----- | ----- |
| 731  | 790  | 763  | 855  | 871  | 999  | 1 016 | 1 054 | 1 134 |

| 2022  | - | - | - | - | - | - | - | - |
| ----- | - | - | - | - | - | - | - | - |
| 1 206 | - | - | - | - | - | - | - | - |

## Éducation
- École maternelle
- École primaire
- Bibliothèque

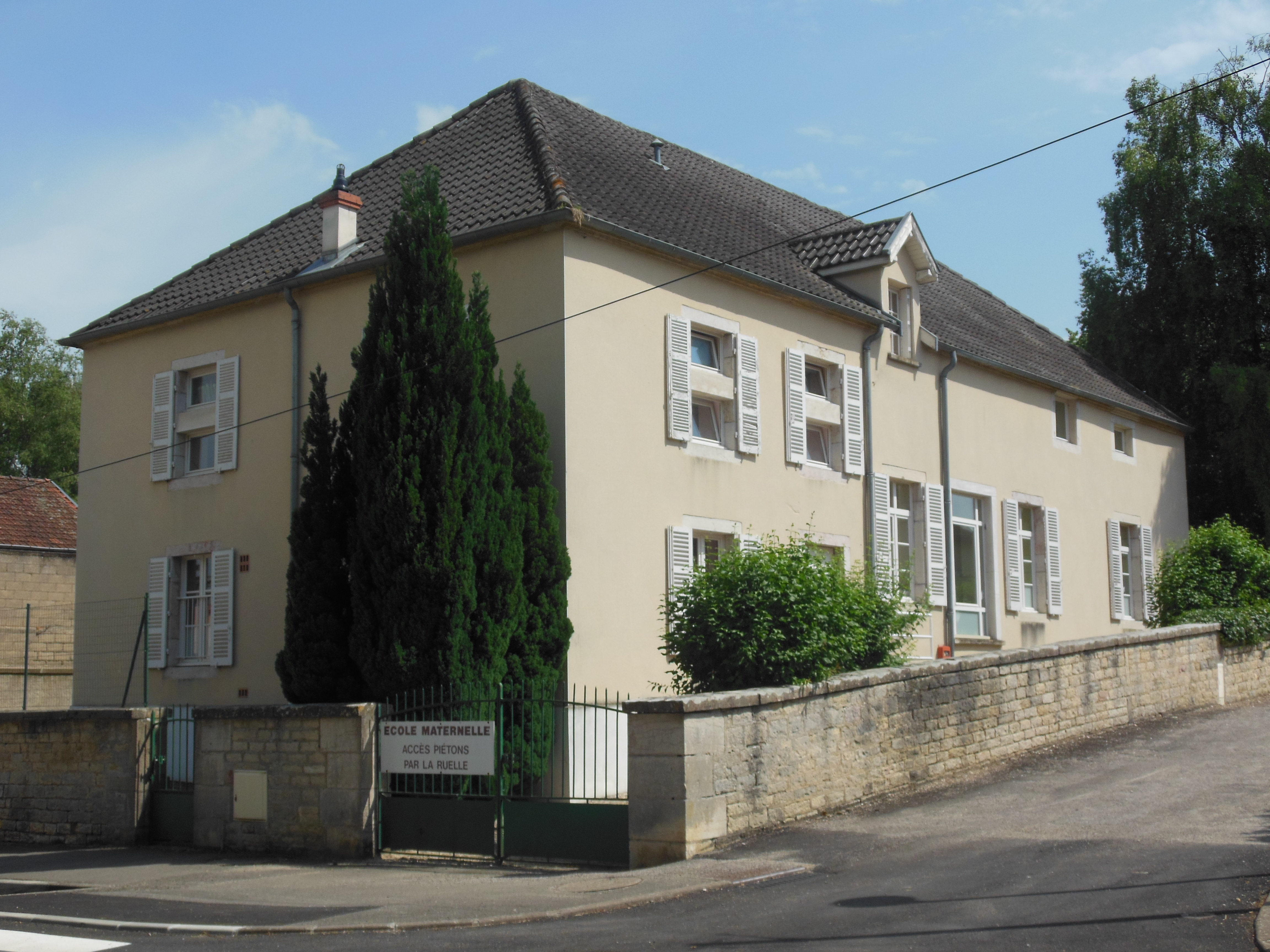
École maternelle.
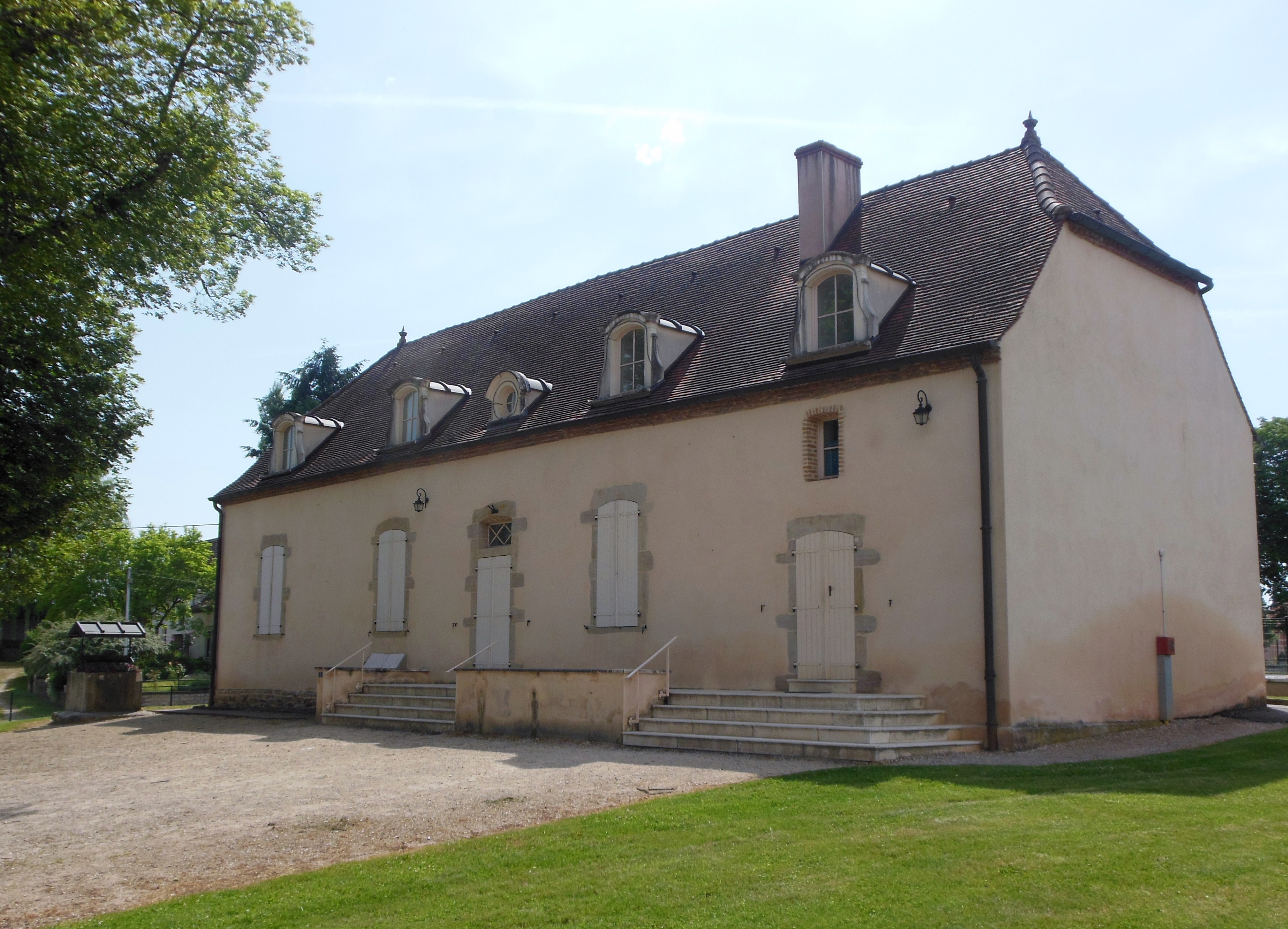
École primaire.
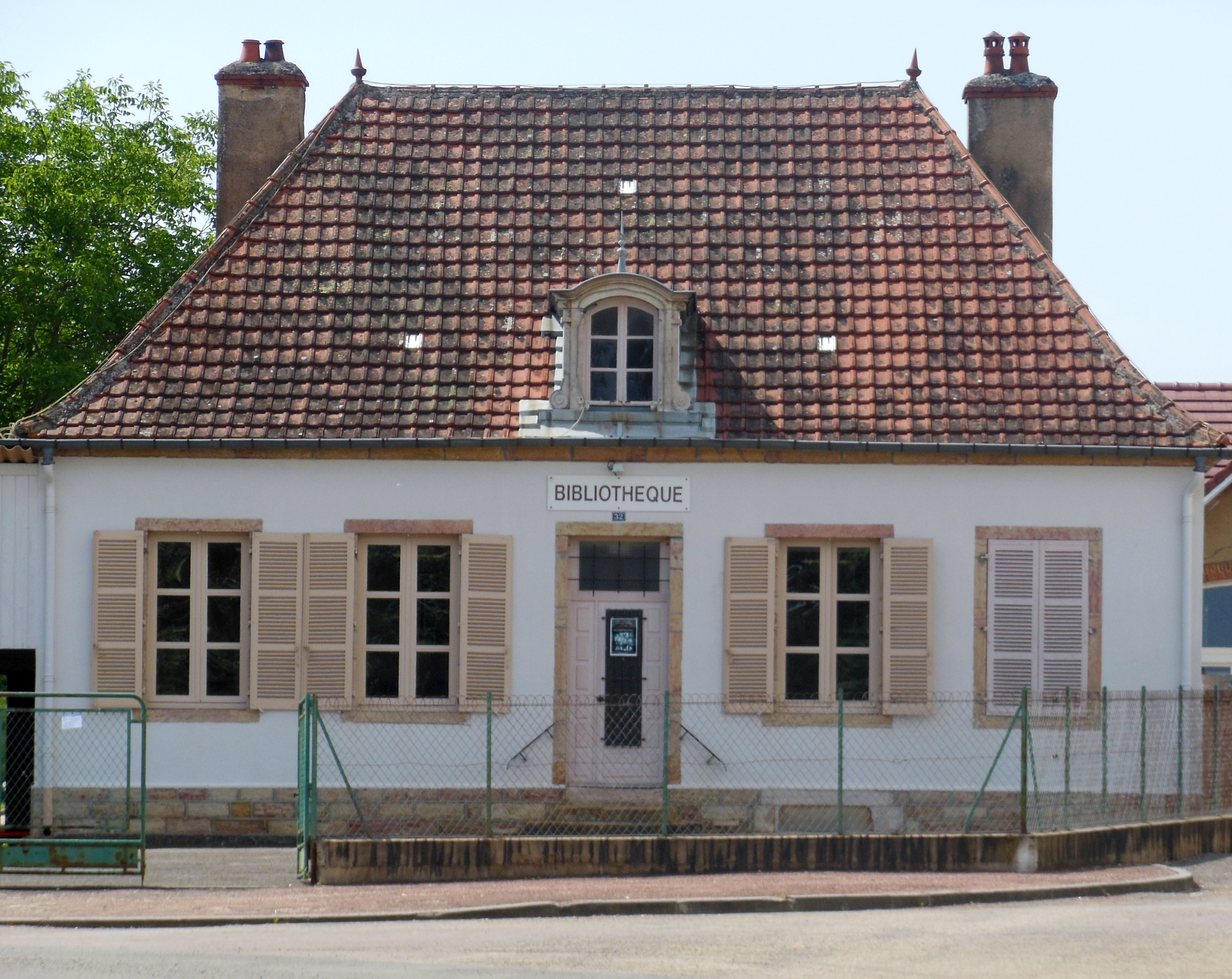
Bibliothèque.

## Sports et loisirs
- Petite aire de jeux pour enfants de 2 à 6 ans
- Stade de football, terrains de tennis, de basket-ball, nombreuses promenade à travers bois et champs possibles

## Lieux et monuments
- Chapelle Notre-Dame de la Levée (XVIe s), et fontaine de l’ermitage, au lieu-dit la Chapelle
- Église Saint-Michel (XVIIe s), rue Saint-Michel
- Croix (XIXe s), rue Saint-Michel (église)
- Puits, rue Saint-Michel (école)

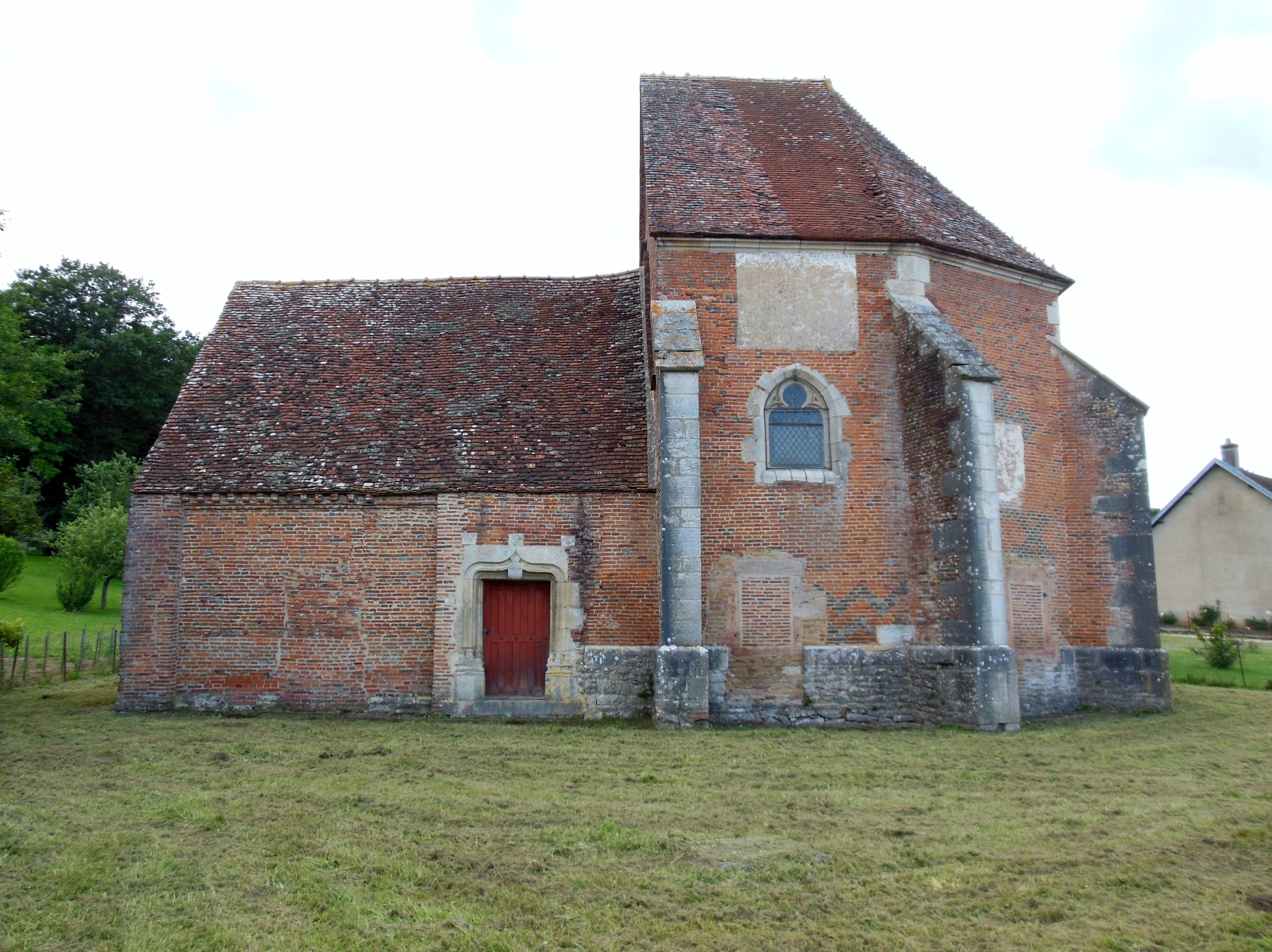
Chapelle Notre-Dame-de-la-Levée.
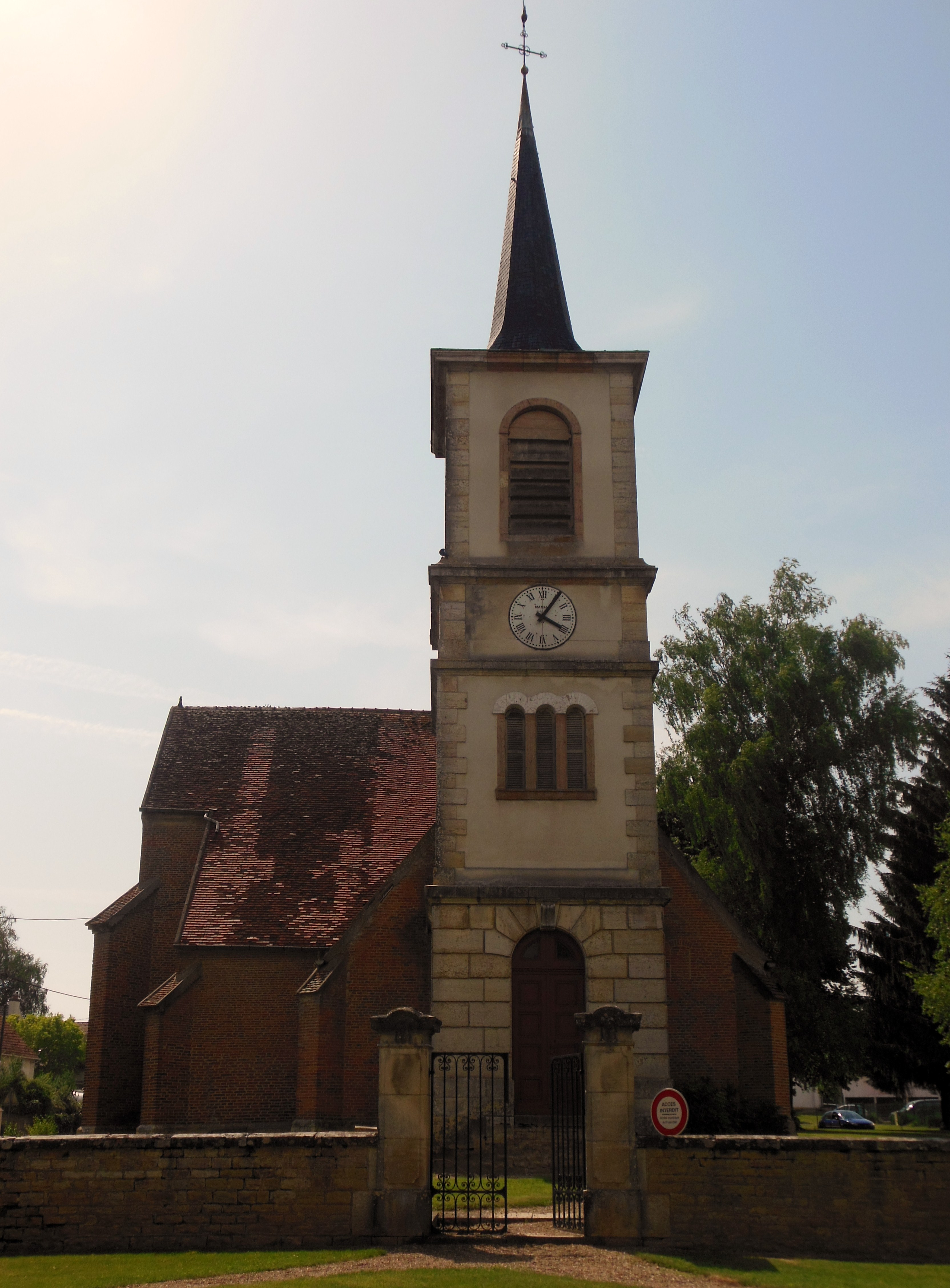
Clocher de l'église Saint-Michel.
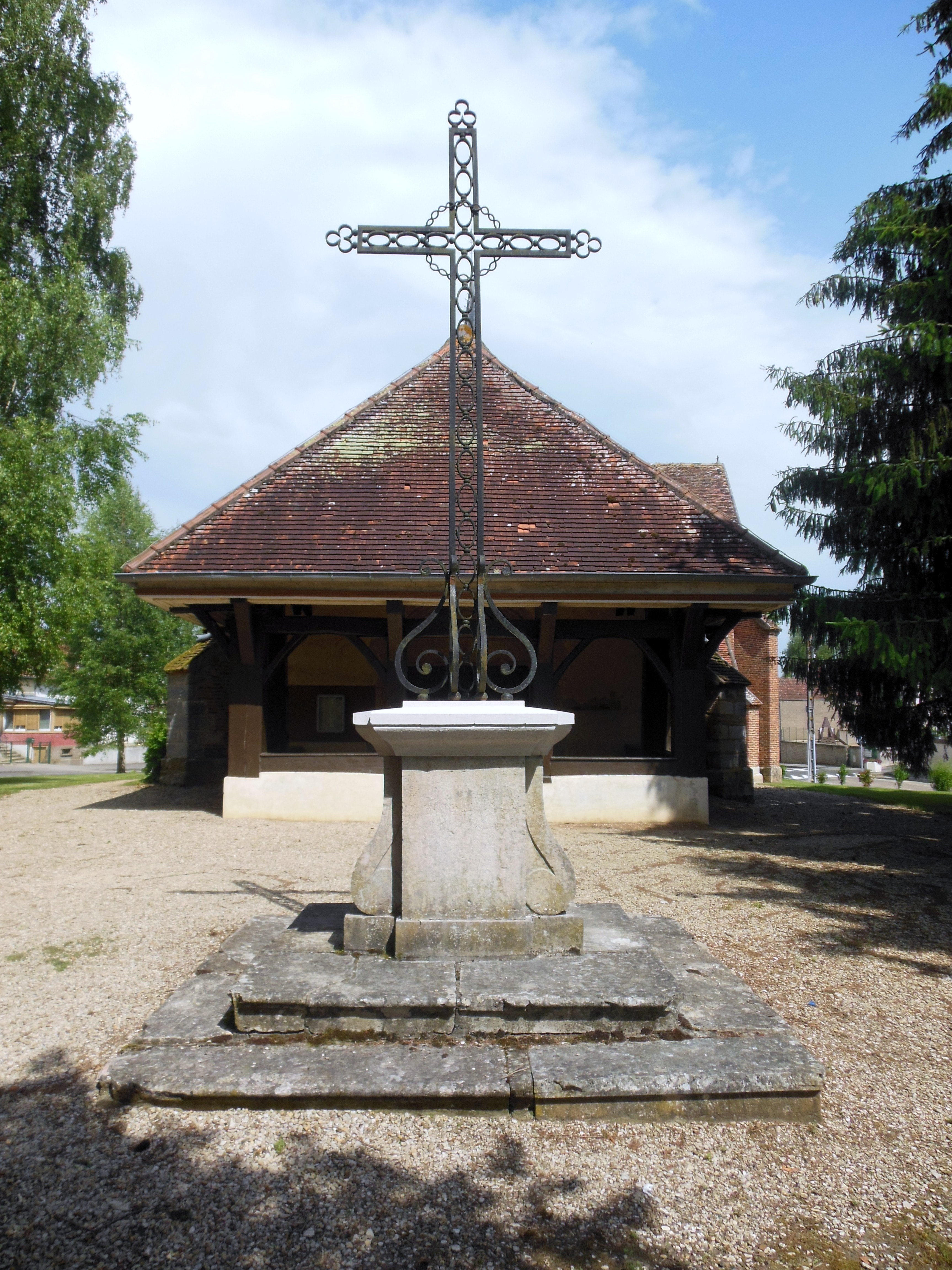
Croix (parvis de l'église).
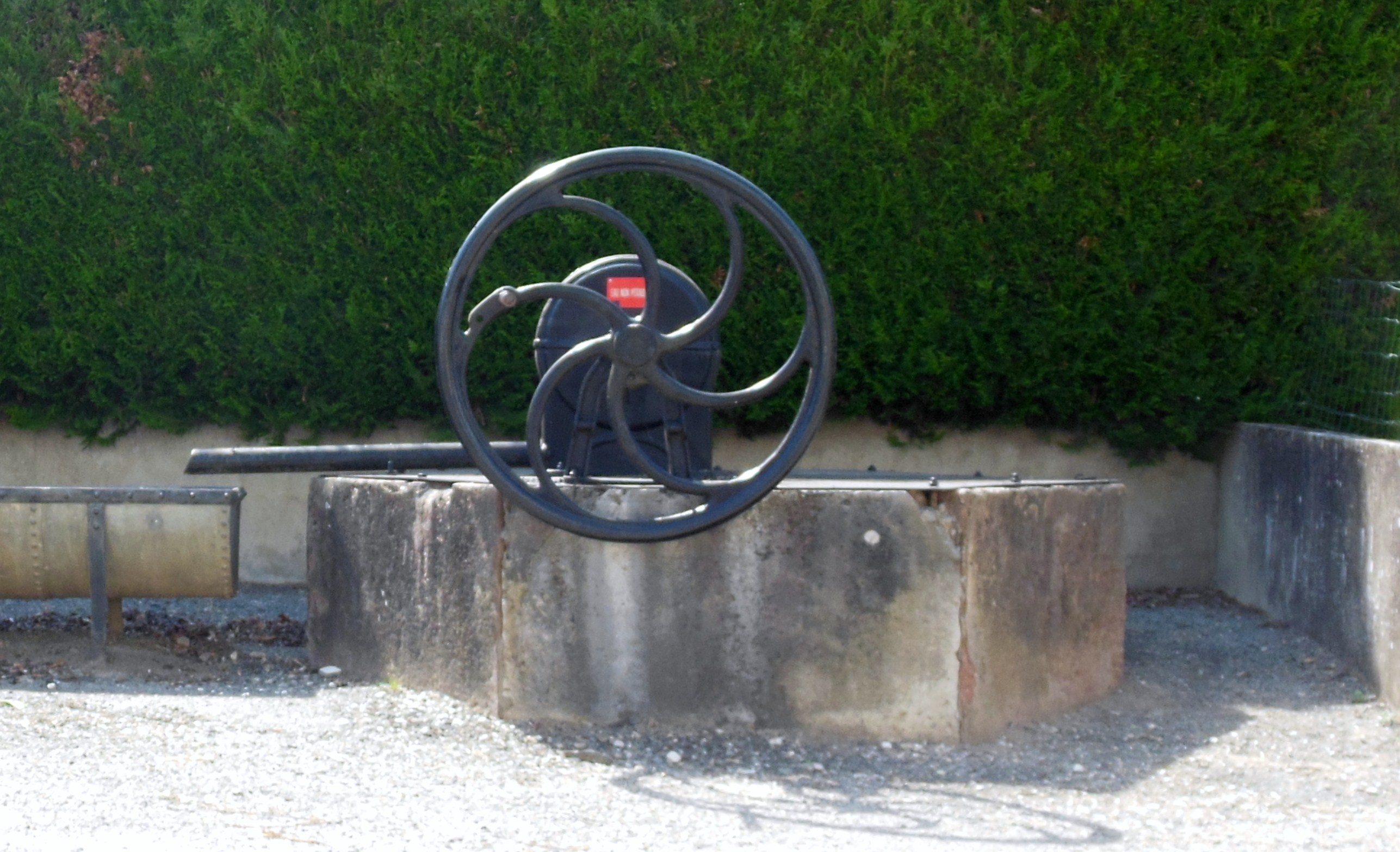
Fontaine.
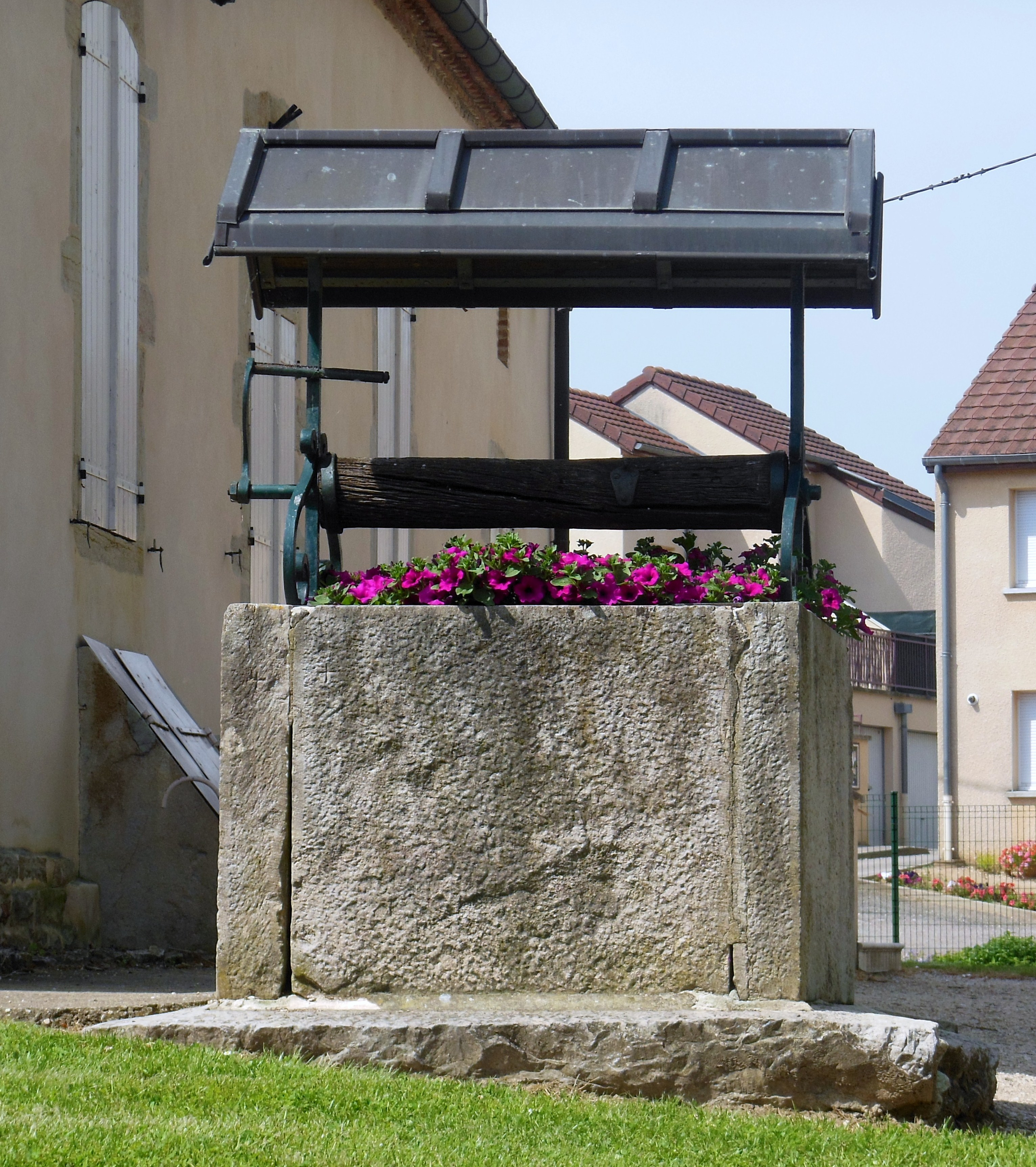
Puits
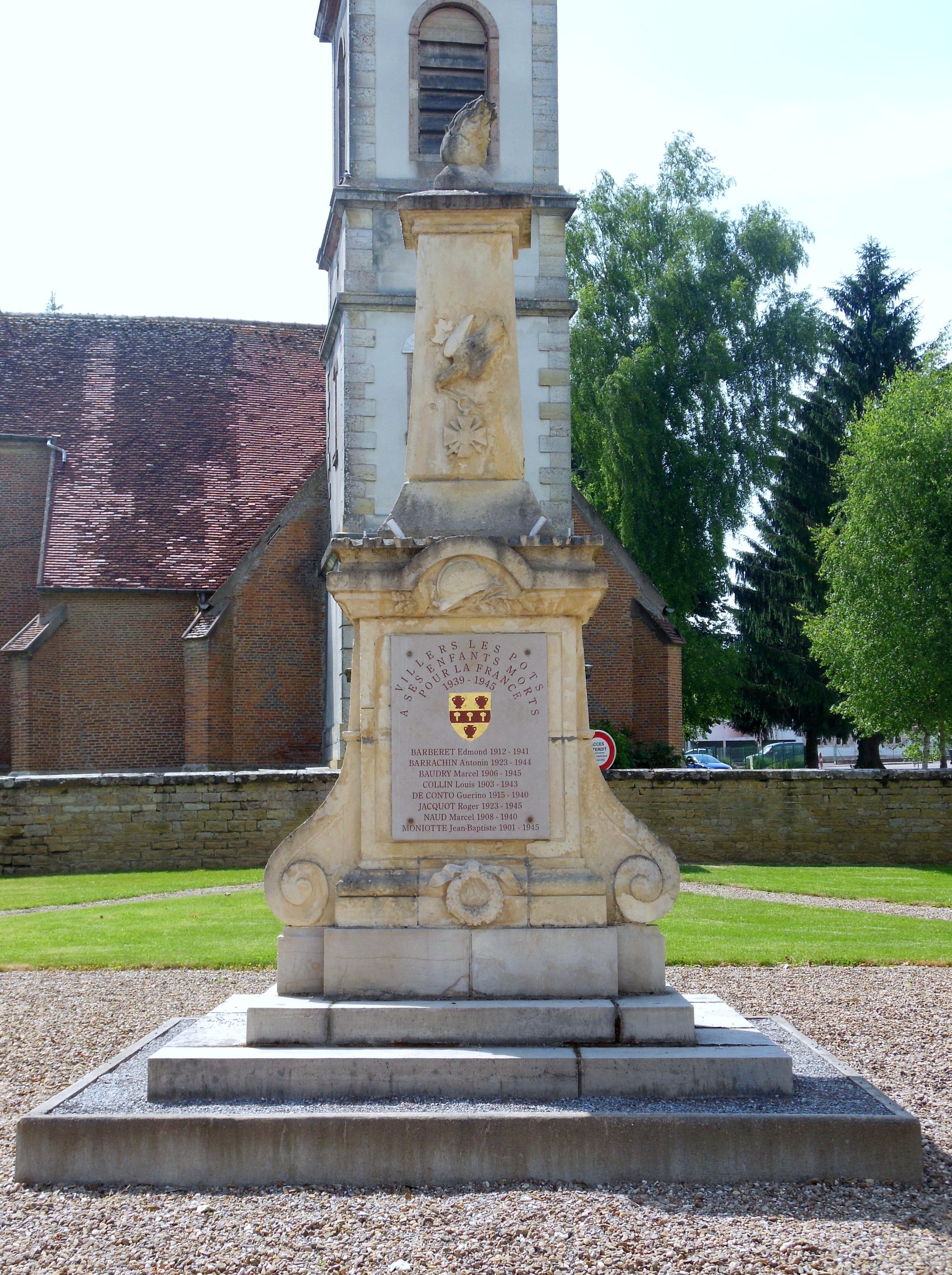
Monument aux morts.
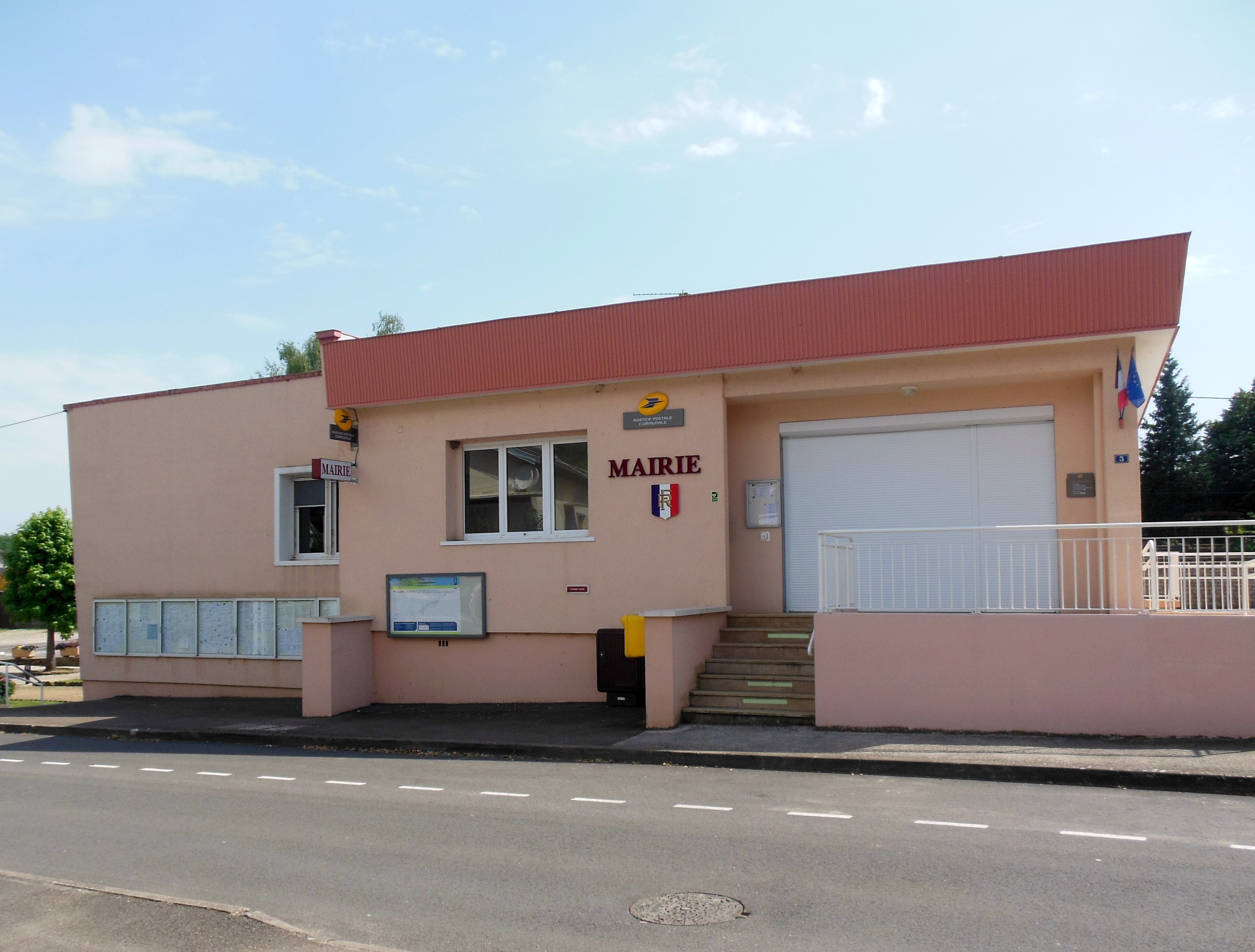
Mairie.

## Personnalités liées à la commune
- Léon Gastinel, (1823-1906), violoniste, compositeur de musique, Grand-Prix de Rome, 1846.
- Napoléon Bonaparte (1769-1821) alors sous-lieutenant à l'école d'artillerie d'Auxonne  de juin 1788 à septembre 1789 et de février 1791 à mai 1791  venait régulièrement chez son ami et supérieur le capitaine Jean Borthon de la Motte Talmay dans sa maison de Villers les Pots, rue du Bourg Garin (qui allait devenir la faïencerie Roux).

Il y aurait dessiné les jardins de la propriété et implanté un bassin avec son jet d'eau. L'arbre Sophora Japonica, qui bordait le bassin et toujours visible, aurait été planté sur les directives de Bonaparte, ce qui en ferait un cas unique d'un arbre toujours existant et planté par Napoléon Bonaparte. Un site internet a été consacré récemment à cet évènement : http://napoleon-villers-les-pots.wifeo.com
- Émile Jacob (1850-1919), fondateur de Jacob Delafon, possédait l'usine qui fit suite à la faïencerie et y habitait. L'une de ses petites filles y est même née en 1913.

## Héraldique
| Blason de Villers-les-Pots | Blason  | D'or à la fasce de gueules chargée de trois maillets aussi d'or, accompagnée de trois pots du deuxième. |
| Blason de Villers-les-Pots | Détails | Villiers-les-Pots : Armes parlantes (pots). Le statut officiel du blason reste à déterminer.            |